# Кохання полюбляє випадковості
«Кохання полюбляє випадковості» (тур. Aşk Tesadüfleri Sever) - романтична драма 2011 року з участю Мехмета Ґюнсюра й Більчем Більгін. Основою драматичного фільму стали випадковості, які сприяли народженню прекрасного почуття як любов.

## Сюжет
Деніз (Більчем Більґін) – починаюча актриса, Озґюр (Мехмет Ґюнсюр) – успішний фотограф. Історія Деніз й Оцгюра – це історія любові, яка виникла в дитинстві. Сім'я Озґюра врятувала, випадковим чином, життя Деніз. Вона могла народитися мертвою так, як заплуталася в материнській пуповині. Сталася невелика аварія в якій машина сім'ї дівчинки зіткнулася з машиною сім'ї Оцгюра. У її матері почалися передчасні пологи і дівчинка народилася живою. У дитинстві вони симпатизували один одному, але потім розлучилися. Після довгих років розлуки вони зустрічаються в Стамбулі. Випадкова зустріч пробуджує в них колишні почуття. Вони згадують дива, які траплялися з ними в минулому і переслідували їх з народження. Але на жаль Оцгюра дуже хворий, він потрапляє в лікарню і потребує пересадки серця. В цей же час Деніз гине в автокатастрофі. Її серце пересаджують Оцгюре і він залишається жити з серцем своєї коханої.
Він врятував їй життя при народженні, вона врятувала йому життя після смерті.

## У ролях
| Актор           | Роль   |
| --------------- | ------ |
| Мехмет Гунсур   | Оцгюра |
| Більчем Більгін | Деніз  |

## Саундтреки
1. Müslüm Gürses – Aşk Tesadüfleri Sever
2. Şebnem Ferah – Hoşçakal
3. Mehmet Günsür – Eylül Akşamı
4. Demir Demirkan – Zaferlerim
5. TNK – Yine Yazı Bekleriz ( Akustik )
6. Redd – Nefes Bile Almadan
7. Teoman – Değirmenler
8. Ozan Ünlü – Ankara Rüzgarı
9. Mert Çetinkaya – Kafes
10. Tanju Okan – Aşkı Bulacaksın